# Colonizarea galeză a Chubutului

Steagul coloniilor galeze.

Colonizarea galeză a Chubutului, cunoscut și ca Y Wladfa sau Y Wladychfa Gymreig, a fost o încercare de colonizare galeză a Argentinei care a început în 1865 și care a avut loc în mare parte pe coasta provinciei Chubut din Patagonia.